# Mildred Dolson
Mildred Jeannette Dolson-Cavill, geborene Dolson, (* 13. August 1918 in Toronto; † 17. Juli 2004 in North Palm Beach) war eine kanadische Leichtathletin und Olympiateilnehmerin.
Bei den XI. Olympischen Sommerspielen 1936 in Berlin gewann sie die Mannschafts-Bronzemedaille im 4-mal-100-Meter-Staffellauf zusammen mit ihren Teamkolleginnen Dorothy Brookshaw, Hilda Cameron und Aileen Meagher, hinter dem Team der USA (Gold) und dem Team aus Großbritannien (Silber).